# Vickers Vimy
Vickers Vimy var ett brittiskt bombflygplan som kom för sent för att få betydelse i första världskriget, det kom istället att utgöra en förlaga för Vickers senare passagerarflygplan.
Flygplanet konstruerades av Reginald Kirshaw Pierson som ett tungt bombplan för bombning av Berlin. Flygplanstillverkaren Vickers Company i Leighton Buzzard inledde en produktion av fyra prototypflygplan för Royal Air Force räkning. Det första prototypflygplanet kom i luften 30 november 1917, det var då utrustat med två franska Hispano Suiza-motorer på 200 hk.
Flygplanet var dubbeldäckat där den undre vingen var placerad i nedre kanten av flygkroppens undersida, medan den övre vingen bars upp av åtta stöttor på vardera vinghalva och fyra V-formade stöttor från flygplanskroppen. Stabilisatorn var utformad i biplan med rörligt höjdroder på både övre och undre stabilisatorn. Mellan de båda stabilisatorerna fanns två sidroder. Flygplanskroppen var utformad i ett kvadratiskt tvärsnitt, och var tillverkat i en träkonstruktion som kläddes med tyg. Det främre landstället var placerat rakt under motorgondolerna och var försedda med 2 hjul i vart ställ. Under stabilisatorn fanns två avlastningsbågar med medar. För att undvika att flygplanets nos tog i marken var de första exemplaren försedda med en främre sporre som senare byttes ut mot ett fast noshjul. Motorgondolerna var placerade centralt mellan de två vingarna och motorerna försågs med fyrbladiga propellrar. Piloterna satt i öppna sittbrunnar under vingen. Med sin spännvidd på 20,7 meter var det det största flygplan som byggts i England och av Vickers. 
På grund av leveranssvårigheter av flygplansmotorer kom prototypflygplanen att använda flera olika motoralternativ, bland annat användes Sunbeam Maoris, Salmson 9Zm, Fiat A.12bis motorer. Innan flygplanets serietillverkning kom igång beställde RAF 776 flygplan som skulle utrustas med BHP Puma Fiat Liberty L-12 och Rolls-Royce Eagle VIII. När väl leveranserna kom igång av de serietillverkade flygplanen blev alla utrustade med Rolls-Royce-motorn.

## Militär användning
Flygplanet nådde ut till de brittiska flygförbanden under juli 1919, då var kriget slut och RAF placerade dem i Egypten. Det kunde bära en bomblast på 1 125 kg och hade en flygtid på 9 timmar. Som självförsvar kunde den utrustas med fyra kulsprutor. Det tjänstgjorde som tungt bombflygplan i mellersta östern fram till 1925 då det ersattes av Vickers Virginia. Som tränings- och skolflygplan användes det i Egypten fram till 1933. 

## Civil användning
Under 1919 utvecklade man en civil variant som gavs namnet Vimy Commercial. Flygplanskroppen diameter och längd ökades och man ersatte större tygytor med träfanér. Prototypflygplanet som gavs interimsregistreringen K-107 flög första gången 13 april 1919 från Joyce Green fältet i Kent. Efter att flygplanet erhållit sitt luftvärdighetsbevis registrerades det i det brittiska luftfartsregistret som G-EAAV. Från Kina kom en order på 100 flygplan, men i slutändan exporterades bara 40 flygplan dit. RAF beställde 55 Vimy Commercial som transportflygplan som levererades under namnet Vickers Vernon. Som passagerarplan användes det för flygningar mellan London, Bryssel, Köln och Paris av flygbolaget Instone airlines och gjorde god tjänst tills det skrotades 1929. Vid namnbytet till Imperial airways 1923 ingick planet som ryggrad i den nya flygplansflottan.

## Flygrekord
1919 slogs ett antal distansrekord och många andra långflygningar kom att följa.
14 juni 1919 flög John William Alcock och Arthur Whitten Brown för första gången nonstopp över Atlanten från Newfoundland till Irland. Deras flygplan finns idag bevarat vid London Science Museum.
Samma år erbjöd den Australiensiska regeringen ett pris på 10 000 pund till den grupp australiensare som kunde flyga mellan England och Australien.
G-EAOU användes av flygarna Keith Macpherson Smith, Ross Macpherson Smith och två färdmekaniker som startade från England och landade i Darwin 10 december 1919. Deras flygplan finns bevarat på ett museum i Smiths hemstad Adelaide. Man tillbringade 135 timmar i luften under resan, flygsträckan mättes till 18 250 kilometer.
Överstelöjtnant Pierre van Ryneveld och major Christopher Quintin-Brand startade från motorbanan Brooklands utanför Weybridge 4 februari 1920 med sin Silver Queen (G-UABA). Man landade för tankning i Heliopolis, för att ta sig vidare till Wadi Halfa, men på grund av överhettade motorer tvingades man nödlanda. Från RAF i Heliopolis lånade man ett nytt flygplan (Silver Queen II) och fortsatte resan till Bulawayo in Sydrhodesia (nuvarande Zimbabwe) där flygplanet havererade vid ett misslyckat startförsök 27 februari 1920. Nu lånade man ett Airco DH 9 för den fortsatta resan till Kapstaden. Vid landningen blev de diskvalificerade av den Sydafrikanska regeringen eftersom de inte fullföljt resan med ett och samma flygplan. Som ett tröstpris för sin pionjärflygning fick de dela på 10 000 pund.

## Replikaflygplan
Under 1969 tillverkade företaget Vintage Aircraft Flying Association i Brooklands ett statiskt utställningsflygplan för RAF Museum i London.
År 1994 tillverkades en flygande replika av en Amerikansk-Australisk grupp. Med flygplanet genomförde man 1997 bröderna Macpherson Smiths Australienflygning. Två år senare upprepade man flygningen mellan England och Sydafrika. Vid båda dessa flygningar försökte man följa den ursprungliga rutten med mellanlandningar på samma platser som föregångarna.
År 2005 genomförde piloterna Mark Rebholz och Steve Fossett Alcock och Browns atlantflygning på nytt från Newfoundland till Irland. Man undvek att landa på samma plats som Alcock utan man valde en stor golfbana som landningsfält. Flygplanet var under flygningen märkt med originalets registerkod, G-EAOU. Som kan tydas som ”God (H)Elp All Of Us”.

## Övrigt
Konstnären Roger Middlebrook vann 1994 utmärkelsen Wilkinsons Sward för bästa oljemålning med sitt verk föreställande atlantflygarna Alcock och Browns Vickers Vimy på Newfoundland.

## Varianter
- F.B.27 Vimy - Fyra prototypflygplan som tillverkades 1918-1919.
- F.B.27A Vimy II - Tvåmotorigt bombflygplan som tillverkades för RAF.
- Vimy Ambulance - Ambulans- och sjuktransportplan tillverkat för RAF.
- Vimy Commercial - Civilt transport- och passagerarflygplan med två Rolls & Royce Eagle VIII-motorer.
- Vickers Vernon - militärt transportflygplan för RAF.